# Kakegurui - Học viện đỏ đen (phim điện ảnh Nhật Bản)
Kakegurui - Học viện đỏ đen (tiếng Nhật:賭ケグルイ, Hepburn: Kakegurui) là một bộ phim điện ảnh Nhật Bản ra mắt vào năm 2019 được chuyển thể từ loạt truyện tranh cùng tên của Homura Kawamoto và Tōru Naomura. Bộ phim do Hayato Kawai đạo diễn và GAGA Pictures phân phối, các diễn viên nổi tiếng như Minami Hamabe và Mahiro Takasugi trong vai Yumeko Jabami và Ryota Suzui. Bộ phim được phát sóng tại Nhật Bản vào ngày 3 tháng 5 năm 2019.

## Nội dung
Học viện tư nhân Hyakkaou là một học viện dành cho những con bạc, được thành lập cách đây 122 năm. Học viên của học viên được phân định học lực dựa trên số tiền ăn được từ cờ bạc, những học viên có thành tích học lực càng cao thì càng áp đảo các học viên có thành tích học lực kém hơn. Bộ phim bắt đầu khi Yumeko Jabami một học viên mới chuyển đến học viện, nhanh chóng cô có thành tích cực cao.

## Diễn viên
- Minami Hamabe trong vai Yumeko Jabami
- Mahiro Takasugi trong vai Ryota Suzui
- Aoi Morikawa trong vai Mary Saotome
- Ruka Matsuda trong vai Itsuki Sumeragi
- Yurika Nakamura trong vai Sayaka Igarashi
- Elaiza Ikeda trong vai Kirari Momobami và Ririka Momobami
- Taishi Nakagawa trong vai Kaede Manyuda
- Sayuri Matsumura trong vai Yumemi Yumemite
- Miki Yanagi trong vai Midari Ikishima
- Natsumi Okamoto trong vai Yuriko Nishinotouin
- Mito Natsume trong vai Runa Yomozuki
- Yuma Yamoto trong vai Jun Kiwatari
- Kiyo Matsumoto trong vai Nanami Tsubomi
- Haruka Fukuhara trong vai Jueri Arukibi
- Hio Miyazawa trong vai Amane Murasame
- Marika Itō trong vai Tomu Inuhachi
- Akira Onodera trong vai Kyu Nitobe

## Đánh giá
Theo Japan Times, "giá trị sản xuất cao: Trường trung học của bộ phim giống như một sòng bạc dành cho những tay cao thủ trong phim 007 và một bộ phim chính trị." Nó cũng được gọi là giai điệu "mỉa mai hài hước hơn là quá kịch tính."